# لوتشيديو سنتيمنتي
لوتشيديو سنتيمنتي (بالإيطالية: Lucidio Sentimenti)‏ (مواليد 1 يوليو 1920) هو لاعب كرة قدم. يلعب مع منتخب إيطاليا لكرة القدم. سبق له أن لعب في كأس العالم لكرة القدم مع منتخب بلاده.

## روابط خارجية
- لوتشيديو سنتيمنتي على موقع الاتحاد الدولي (مؤرشف)  (الإنجليزية)
- لوتشيديو سنتيمنتي على موقع قاعدة بيانات كرة القدم.إي يو (الإنجليزية)
- لوتشيديو سنتيمنتي على موقع ناشيونال فوتبول تيمز (الإنجليزية)
- لوتشيديو سنتيمنتي على موقع عالم كرة القدم.نت (الإنجليزية)